# Смородиновка
Смородиновка (баш. Смородиновка) — деревня в Миякинском районе Республики Башкортостан Российской Федерации. Входит в состав Большекаркалинский сельсовет.

## География

### Географическое положение
Расстояние до:
- районного центра (Киргиз-Мияки): 26 км,
- центра сельсовета (Большие Каркалы): 5 км,
- ближайшей ж/д станции (Аксёново): 69 км.

## Население
| 2002 | 2009 | 2010 |
| ---- | ---- | ---- |
| 45   | ↗57  | ↘45  |

Национальный состав
Согласно переписи 2002 года, преобладающая национальность — чуваши (96 %).